# خیابان ۲ (فیلم)
خیابان ۲ یا جاده ۲ (به انگلیسی: Sadak 2) یک فیلم جاده‌ای و اکشن-دلهره‌آور هندی به کارگردانی ماهش بات که توسط استودیو فاکس استار و موکش بات تحت عنوان  ویشش فیلمز تهیه شده‌است. این فیلم دنباله‌ای بر فیلم خیابان (فیلم ۱۹۹۱) محسوب می‌شود، سانجی دات، آلیا بات، پوجا بات و آدیتیا روی کاپور از بازیگران اصلی این فیلم هستند. در حالی که پوجا بات ظاهر ویژه‌ای دارد. داستان فیلم بیست و نه سال پس از وقایع فیلم قبلی می گذرد.همچنین این فیلم نشانگر بازگشت ماهش بهات به عنوان کارگردان پس از ۲۰ سال است. آخرین کارگردانی ماهش بهات فیلم فشنگ (۱۹۹۹) بود. فیلمبرداری اصلی فیلم از تاریخ ۱۸ مه ۲۰۱۹، در اوتی، بمبئی، میسور و اوتاراکند آغاز شد. 
تریلر فیلم در ۱۲ اوت ۲۰۲۰ در یوتیوب منتشر شد و در عرض یک هفته به دلیل اعتراض کاربران اینترنتی به خویشاوندی در بالیوود پس از مرگ سوشانت سینگ راجپوت، دومین ویدیوی پرطرفدار و پرطرفدارترین تیزر/تریلر فیلم روی پلتفرم شد.  خیابان ۲ در ۲۸ اوت ۲۰۲۰ در پلتفرم استریم دیزنی پلاس هات‌استار در هند و در سینماهای ایالات متحده توسط Gravitas Ventures منتشر شد. این فیلم توسط منتقدان مورد انتقاد قرار گرفت و به خاطر اجرا، فیلمنامه، دیالوگ‌ها و استفاده از کلیشه‌ها مورد انتقاد قرار گرفت.

## داستان
در مورد دختری جوان به نام آریا دسای (با بازی آلیا بات) است که تلاش می‌کند هویت فردی که به ظاهر خود را خداپرست نشان می‌دهد را آشکار سازد. به نظر آریا این فرد در گذشته مسئول مرگ مادرش می‌باشد. در این مسیر آریا با یک راننده تاکسی به نام راوی (با بازی سانجی دات) که به تازگی همسر خود را از دست داده است، آشنا می‌شود. اکنون آریا از راوی می‌خواهد تا او و نامزدش ویشال (با بازی آدیتیا روی کاپور) را به شهری دیگر برده و…

## بازیگران
- سانجی دات
- آلیا بات
- آدیتیا روی کاپور
- پوجا بات
- راج کومار
- گلشن گروور
- ماکاراند دستپنده[۶]
- محمداقبال خان
- جیشو سنگوپتا
- پریانکا بوس
- آکشی آناند

این فیلم در ابتدا برای اکران در ۲۵ مارس ۲۰۲۰ برنامه‌ریزی شد، اما به ۲۸ اوت ۲۰۲۰ منتقل شد.